# Zmienna ukryta
Zmienna ukryta albo utajona (ang. hidden/latent variable) – zmienna, która nie jest obserwowana bezpośrednio, jednak wpływa w pewien sposób na zmienne obserwowane. 
Niektóre metody statystyczne mają na celu odtwarzanie wartości zmiennych ukrytych, występujących w ich modelach, np.
- analiza czynnikowa i PCA zakładają, że zmienne objaśniające są liniowymi kombinacjami ukrytych czynników.
- w analizie odpowiedniości (korespondencji) tablica wielodzielcza jest uważana za poagregowaną funkcję gęstości wielowymiarowego rozkładu współzależnych zmiennych ukrytych (dla dwóch wymiarów zwanych zmienną kolumnową i wierszową).
- w gradacyjnej analizie danych dane są uważane za zapis rozkładu dwuwymiarowego zmiennych wierszowej i kolumnowej, poddanego przekształceniu gradacyjnemu. Znormalizowane rangi zmiennej wierszowej i kolumnowej nazywane są tu skorami gradacyjnymi (ang. grade scores). Są one odtwarzane za pomocą algorytmu GCA.

Różnica pomiędzy zmienną ukrytą a parametrem modelu polega na tym, że parametr generalnie przyjmuje tę samą wartość dla całej próby, lub przynajmniej znacznej jej części, natomiast zmienna ukryta może mieć inną wartość dla każdej obserwacji.